# Ian Fray
Ian Fray (Coconut Creek, 2002. augusztus 31. –) amerikai labdarúgó, az Inter Miami hátvédje.

## Pályafutása
Fray a floridai Coconut Creek városában született. Az ifjúsági pályafutását a Weston és a Miramar United csapatában kezdte, majd az Inter Miaminál folytatta.
2023-ban mutatkozott be az Inter Miami észak-amerikai első osztályban szereplő felnőtt keretében. Először a 2023. május 18-ai, Nashville ellen 2–1-re elvesztette mérkőzés 67. percében, Ryan Sailort váltva lépett pályára. Első gólját 2023. június 4-én, a DC United ellen hazai pályán 2–1-es vereséggel zárult találkozón szerezte meg. A csapattal megnyerte a 2023-as Leagues-kupa, ezzel megszerezve a klub legelső trófeáját.

## Statisztikák
2024. augusztus 14. szerint
| Klub        | Szezon   | Osztály  | Bajnokság | Bajnokság | Kupa  | Kupa | Nemzetközi | Nemzetközi | Összesen | Összesen |
| Klub        | Szezon   | Osztály  | Meccs     | Gól       | Meccs | Gól  | Meccs      | Gól        | Meccs    | Gól      |
| ----------- | -------- | -------- | --------- | --------- | ----- | ---- | ---------- | ---------- | -------- | -------- |
| Inter Miami | 2023     | MLS      | 11        | 1         | 2     | 0    | 1          | 0          | 14       | 1        |
| Inter Miami | 2024     | MLS      | 6         | 2         | 0     | 0    | 2          | 0          | 8        | 2        |
| Összesen    | Összesen | Összesen | 17        | 3         | 2     | 0    | 3          | 0          | 22       | 3        |

## Sikerei, díjai
Inter Miami
- US Open Cup
  - Döntős (1): 2023

- Leagues Cup
  - Győztes (1): 2023